# Raymond Asquith, 3.º Conde de Oxford e Asquith
Raymond Benedict Bartholomew Michael Asquith, 3.º Conde de Oxford e Asquith (nascido em 24 de agosto de 1952) é um ex -diplomata britânico e par hereditário, denominado Visconde Asquith até suceder aos títulos de nobreza de seu pai em 16 de janeiro de 2011. O condado de Oxford e Asquith foi criado para seu bisavô paterno, H.H. Asquith, um ex-primeiro-ministro do Reino Unido.  

## Vida pregressa
Lorde Oxford (como é conhecido atualmente) é o filho mais velho de Julian Asquith, 2.º Conde de Oxford e Asquith, e da decifradora de códigos Anne Asquith. Ele recebeu o nome em homenagem ao seu avô paterno, Raymond Asquith, um acadêmico e oficial do Exército que foi morto em ação durante a Primeira Guerra Mundial.
Ele foi educado na Farleigh School e no Ampleforth College, e obteve um bacharelado e posteriormente um mestrado no Balliol College, em Oxford.

## Carreira
Raymond Asquith ingressou no Serviço Diplomático de Sua Majestade em 1980 como diplomata de carreira, servindo até 1997. Além de cargos em Londres no Ministério das Relações Exteriores e da Commonwealth e no Gabinete do Governo, ele atuou como Primeiro Secretário na Embaixada Britânica em Moscou de 1983 a 1985, e Conselheiro na Embaixada de Sua Majestade em Kiev de 1992 a 1997. Ele foi Primeiro Secretário (Político) e comandante da estação MI6 em Moscou e foi pessoalmente responsável pela exfiltração do oficial da KGB e agente britânico Oleg Gordievsky escondido em seu carro,  uma ação que resultou na expulsão da União Soviética dele mesmo e de 17 colegas da Embaixada, além de 7 empresários britânicos em setembro de 1985. 
Asquith foi nomeado Oficial da Ordem do Império Britânico por "serviços diplomáticos" em 1992. Outros membros da família que serviram como diplomatas britânicos incluem seu pai, seu irmão Sir Dominic Asquith (ex-embaixador britânico no Iraque e no Egito),  e seu avô materno Sir Michael Palairet.
Ele é atualmente diretor do Grupo DF,  a holding ucraniana de Dmytro Firtash, um oligarca ucraniano associado a Vladimir Putin e Viktor Yanukovych, que também é acusado pelo Departamento de Justiça dos Estados Unidos de envolvimento com o crime organizado russo. Antes de suceder à sua nobreza, Asquith dirigiu a empresa de lobby Asquith & Granovski, que atendia clientes abastados de estados pós-soviéticos, incluindo Firtash.  
Em outubro de 2014, o Conde de Oxford e Asquith foi eleito na eleição suplementar da Câmara dos Lordes para substituir Lord Methuen (que morreu em julho de 2014) e para se sentar como um Liberal Democrata, ao lado de sua prima , a Baronesa Bonham-Carter de Yarnbury, nos bancos do governo (já que os Lib Dems eram então parte de um governo de coalizão) na Câmara dos Lordes .   Ele deixou os Democratas Liberais em 2019 e, desde 2021, atua como parlamentar independente . 

## Vida pessoal
Em 1978, Asquith se casou com a autora e acadêmica Clare Pollen . O conde e a condessa de Oxford e Asquith têm um filho e quatro filhas.  
- Mark Julian Asquith, Visconde Asquith (nascido em 13 de maio de 1979)
- Lady Magdalen Katharine Asquith (nascida em 30 de dezembro de 1981)
- Lady Frances Sophia Asquith (nascida em 1984)
- Lady Celia Rose Asquith (nascida em 1989)
- Lady Isabel Anne Asquith (nascida em 1991)

O filho, Mark Julian Asquith, conhecido como Visconde Asquith, é o herdeiro aparente dos títulos de família.
O ramo mais antigo da família Asquith é católico romano desde que Katharine Asquith (mãe do segundo conde) se converteu após a morte do marido. A mãe de Lorde Oxford também era católica, assim como sua esposa.